# Вірадаман
Вірадаман — сакський правитель з династії Західні Кшатрапи, співправитель Дамаджадасрі II.